# Jhon Sánchez
Jhon Jairo Sánchez Enríquez (ur. 30 lipca 1999 w Mancie) – ekwadorski piłkarz występujący na pozycji skrzydłowego, od 2023 roku zawodnik Emelecu.